# Bestia di Cusago

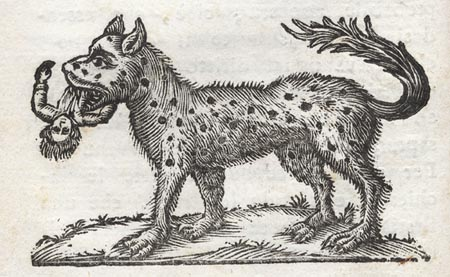
Illustrazione contemporanea stilizzata della bestia, distribuita prima della sua cattura quando si riteneva ancora che si trattasse di una iena

La bestia di Cusago (in milanese: bèstia de Cusagh) fu una lupa che seminò il panico durante l'estate del 1792, nel bosco di Cusago ed in località più o meno limitrofe, nel Ducato di Milano.
L'animale, come avvenne anche in quel periodo in casi simili in Lombardia, ma anche altrove, era divenuto antropofago e uccise e divorò diverse vittime, sempre bambini e bambine.

## Prime segnalazioni
La prima vittima fu Giuseppe Antonio Gaudenzio, un bambino di dieci anni figlio di pastori, che scomparve nel bosco di Cusago il 5 luglio 1792, mentre cercava una vacca smarrita. Furono trovati il mattino successivo il bambino ucciso, con i vestiti sporchi di sangue, e la vacca ancora viva. Quattro giorni dopo a Limbiate, a circa 21 chilometri da Cusago, la bestia aggredì un gruppo di ragazzi mentre sorvegliavano il loro bestiame. I giovani si rifugiarono su un albero, per poi discendere una volta che la bestia fu fuori della loro vista. L'animale però tornò, e uccise Carlo Oca, di otto anni, trovato poco dopo dalla folla che gli accorse in aiuto, ma parzialmente divorato. Il 10 luglio 1792, fu segnalata la morte della piccola Giuseppina Saracchi, aggredita mentre percorreva con sua sorella la strada da Corbetta a Cascina Piobba, a circa 14 chilometri da Cusago.
Dopo questa morte, la gente visse un periodo di psicosi collettiva, durante il quale la bestia venne identificata come una iena fuggita da un circo. L'ipotesi si basava sul fatto che pochi mesi prima, un certo Bartolomeo Cappellini aveva esposto a Milano due iene ingabbiate, ma ne aveva solo una quando raggiunse Cremona. Egli dichiarò che l'esemplare smarrito fosse morto e seppellito, ma cambiò successivamente storia, dicendo che l'aveva consegnato ad un socio. I sospetti a suo riguardo aumentarono quando poco dopo fuggì in Veneto, per poi scomparire del tutto.

## Caccia alla bestia
Quattro giorni dopo la segnalazione della morte di Saracchi, le autorità centrali posero sulla bestia una taglia di 50 zecchini L'ispettore alla caccia Borri, inviò suo figlio ad organizzare una squadra formata sia da contadini che da cacciatori professionisti. Poco dopo, la bestia tentò di attaccare due pastori, ma furono salvati dalle loro vacche. Un contadino nelle vicinanze tentò di spararle, ma gli si bloccò il fucile. In seguito, furono attribuite alla bestia abilità inverosimili, come la capacità di far tremare le mani dei cacciatori, impedendo loro di sparare. Dato questo, la taglia fu aumentata a 150 zecchini, e fu offerta un'ulteriore ricompensa a spesa pubblica per l'esposizione della carcassa della creatura.
Contemporaneamente, mentre l'ispettore Borri riteneva che la bestia non fosse altro che un semplice lupo, le autorità centrali scelsero di raffigurarla nei loro avvisi pubblici come una iena. Si era inoltre diffusa la storia che le cacce avessero spaventato la bestia, inducendola ad evitare la carne umana a favore di quella animale.

## Attacchi alle porte di Milano
La bestia uccise un'altra vittima il 1º agosto 1792, quando attaccò un gruppo di giovani presso Senago, uccidendo la bambina Antonia Maria Beretta di otto anni. La bambina fu trovata in fin di vita, con 45 ferite, ma morì poco tempo dopo. Un testimone all'attacco descrisse la bestia come lunga due braccia, alta uno e mezzo, con una faccia porcina, orecchie equine e un mantello rossiccio. Due giorni dopo, fu ucciso e parzialmente divorato il giovane Agosto Domenico Cattaneo. Il ragazzo si trovava in compagnia di due amici nei campi di Assiano, a circa 13 miglia da Senago. Il giorno dopo fu uccisa ad Arluno, a circa 11 miglia di Assiano, Giovanna Sada, una bimba di dieci anni, afferrata mentre percorreva una strada, mentre si trovava in compagnia di sua sorella e di un ragazzo. Le descrizioni della bestia descritte da quest'ultimi concordavano con le testimonianze rinvenute a Senago. Quello stesso giorno, il dodicenne Dionigi Giussano venne assalito presso Trenno, oggi Piazza John Fitzgerald Kennedy in Milano. Un contadino cacciò via la bestia, salvando il giovane.
Questi attacchi, così vicini agli ingressi di Milano, suscitarono l'isterismo nei cittadini, diffondendo la superstizione che fossero segni di sventura, e collegandoli all'intervento austriaco nella rivoluzione francese. Per disperazione, furono distribuiti, con l'appoggio del clero, fucili e baionette a chiunque si offrisse volontario nella caccia della bestia. Ma tale sforzo si rivelò inutile, siccome il 16 agosto 1792, venne uccisa, presso Barlassina, la tredicenne Anna Maria Borghi. La giovane, accompagnata dalle due sorelle mentre sorvegliavano il loro bestiame, incontrò la bestia mentre si stava riposando. La bimba gli gettò del pane, ma l'animale lo respinse con la zampa. La bestia sferrò l'attacco quando Anna Borghi si alzò, nel tentativo di andarsene, per poi fuggire, quando un contadino mise in fuga il lupo, mentre lacerava la gola della giovane. Cinque giorni dopo, la bestia uccise Giuseppina Re presso il bosco di Chiappa Grande, mentre il giorno successivo, uccise la bambina Maria Antonia Rimoldi presso Terrazzano.
Il 24 agosto 1792, fu approvato un piano, messo a punto da due sacerdoti, Filippo Rapazzini e Giuseppe Comerio, in cui la bestia avrebbe potuto essere catturata attraverso lo scavo di buche mimetizzate, e recintate con una sola apertura a vista, davanti alle quali sarebbero stati posti come esca degli animali. Fra i luoghi selezionati per scavare le trappole si assegnarono i comuni di Arluno, Assiano, Bollate, Brughiera, di Groana, Cartura, Caronno, Cassina Pertusella, Cassina del Pero, Cassina Pobbia, Cesate, Cesano Boscone, Colombara, Cusago, Garbagnate, Lampugnano, Limbiate, Musocco, Niguarda, Origgio, Paltané, Quarto, Quinto, Rho, Roserio, Sedriano, San Siro, Trenno, e Villapizzone.

## Cattura ed esposizione
Il 24 settembre 1792, fu annunciata la cattura e l'abbattimento di un lupo caduto in una fossa scavata presso Cascina Pobbia. La carcassa venne mostrata ai superstiti dei suoi attacchi e identificata, sebbene alcuni fossero dubbiosi. Un esame dettagliato del lupo dimostrò che si trattava di una femmina affetta da numerose cicatrici sugli arti, e con canini superiori particolarmente consumati. Un'autopsia rivelò la presenza, in un ventricolo, di un pezzo di filo di canapa annodato, della lunghezza di un braccio, e una malattia ai reni. Siccome non vi furono ulteriori segnalazioni di aggressioni dopo la morte del lupo, il 5 ottobre 1792 venne annunciato ufficialmente che si trattava infatti della bestia di Cusago. La carcassa venne successivamente imbalsamata ed esposta nei locali presso la Piazza Duomo, per poi essere venduta al prezzo di 12 zecchini al museo di storia naturale dell'Università di Pavia. L'attuale posizione e stato della Bestia di Cusago è tuttavia oggi un mistero, di fatti la carcassa imbalsamata dell'animale non risulta più essere in possesso all'ateneo Pavese, da molti anni risulta a tutti gli effetti scomparsa.